# Nati il 6 gennaio

## III secolo(1)
- 255 - Papa Marcello I, papa, vescovo e santo († 309)

## XIII secolo(1)
- 1256 - Gertrude di Helfta, religiosa e santa tedesca († 1302)

## XIV secolo(2)
- 1367 - Riccardo II d'Inghilterra, re († 1400)
- 1384 - Edmund Holland, IV conte di Kent, nobile inglese († 1408)

## XV secolo(5)
- 1412 - Giovanna d'Arco, condottiera e santa francese († 1431)
- 1486 - Martin Agricola, compositore e teorico della musica tedesco († 1556)
- 1493 - Olaus Petri, religioso svedese († 1552)
- 1496 - Gaspare Ricciulli del Fosso, arcivescovo cattolico italiano († 1592)
- 1499 - Giovanni d'Avila, presbitero e santo spagnolo († 1569)

## XVI secolo(17)
- 1525 - Giulio Claro, giurista italiano († 1575)
- 1525 - Kaspar Peucer, medico, matematico e astronomo tedesco († 1602)
- 1536 - Ludovico Agostini, letterato italiano († 1609)
- 1538 - Jane Dormer, nobildonna inglese († 1612)
- 1548 - Francesco Panigarola, vescovo cattolico e predicatore italiano († 1594)
- 1561 - Heinrich Bocer, giurista e docente tedesco († 1630)
- 1561 - Thomas Fincke, matematico e fisico danese († 1656)
- 1575 - Baldassarre de' Nardis, religioso italiano († 1630)
- 1580 - John Smith, militare, marinaio e scrittore inglese († 1631)
- 1581 - Dorotea del Palatinato-Simmern, nobildonna e principessa tedesca († 1631)
- 1582 - Alonso de Contreras, militare, avventuriero e scrittore spagnolo († 1641)
- 1585 - Gerolamo De Franchi Toso, doge († 1668)
- 1585 - Claude Favre de Vaugelas, grammatico francese († 1650)
- 1587 - Gaspar de Guzmán y Pimentel, politico spagnolo († 1645)
- 1588 - Elizabeth Stanley, nobildonna e scrittrice inglese († 1633)
- 1588 - Alvise Valaresso, politico e diplomatico italiano († 1650)
- 1593 - Francesca Farnese, monaca cristiana e badessa italiana († 1651)

## XVII secolo(25)
- 1603 - Giulio Gabrielli il Vecchio, cardinale e vescovo cattolico italiano († 1677)
- 1605 - Shahryar Mirza, principe indiano († 1628)
- 1606 - Pietro Ricchi, pittore italiano († 1675)
- 1611 - Chongzhen, imperatore cinese († 1644)
- 1613 - Reynaud Levieux, pittore francese († 1699)
- 1619 - Gebhard XXV von Alvensleben, poeta tedesco († 1681)
- 1621 - Gioacchino, monaco cristiano e arcivescovo ortodosso russo († 1690)
- 1631 - Anne Hamilton, III duchessa di Hamilton, nobildonna scozzese († 1716)
- 1639 - Olfert Dapper, scrittore e medico olandese († 1689)
- 1641 - Manuel Joaquín Álvarez de Toledo, politico spagnolo († 1707)
- 1647 - Cristiano Guglielmo di Schwarzburg-Sondershausen, conte († 1721)
- 1650 - Nicola da Longobardi, religioso italiano († 1709)
- 1651 - Giulio Antonio Averoldi, letterato italiano († 1717)
- 1652 - Giovanni Sigismondo Vasa, principe polacco († 1652)
- 1653 - Cristiano di Sassonia-Eisenberg, nobile tedesco († 1707)
- 1655 - Eleonora del Palatinato-Neuburg († 1720)
- 1655 - Niccolò Comneno Papadopoli, storico, giurista e teologo italiano († 1740)
- 1665 - Carlo Luigi di Nassau-Saarbrücken, nobile tedesco († 1723)
- 1667 - María Justa de Jesús, religiosa e mistica spagnola († 1723)
- 1668 - Jean Gilles, compositore francese († 1705)
- 1669 - Isabella Luisa di Braganza, principessa portoghese († 1690)
- 1679 - Gaspar de Molina y Oviedo, cardinale e vescovo cattolico spagnolo († 1744)
- 1681 - Ján Baltazár Magin, presbitero, poeta e storico slovacco († 1735)
- 1692 - Francesco Maria Zanotti, scrittore e filosofo italiano († 1777)
- 1695 - Giuseppe Sammartini, compositore e oboista italiano († 1750)

## XVIII secolo(48)
- 1702 - José de Nebra, compositore spagnolo († 1768)
- 1704 - Maria Lanceata Morelli, monaca cristiana italiana († 1762)
- 1714 - Percivall Pott, chirurgo britannico († 1788)
- 1718 - Giuseppe Camerata, pittore, incisore e miniaturista italiano († 1793)
- 1719 - Ignazio Marabitti, scultore italiano († 1797)
- 1722 - Andrea Gioannetti, cardinale e arcivescovo cattolico italiano († 1800)
- 1727 - Giuseppe Vespa, medico italiano († 1804)
- 1731 - Ludovico Eugenio di Württemberg, duca tedesco († 1795)
- 1736 - Patrick Brydone, scienziato e militare scozzese († 1818)
- 1746 - Eugénie D'Hannetaire, attrice teatrale francese († 1816)
- 1750 - Baldassare Mormile, arcivescovo cattolico italiano († 1826)
- 1752 - Domenico Cossetti, architetto e incisore italiano († 1802)
- 1754 - Amedeo Bruno di Samone, vescovo cattolico italiano († 1838)
- 1756 - Gaspare Landi, pittore italiano († 1830)
- 1757 - Albrecht Wilhelm Roth, botanico e medico tedesco († 1834)
- 1760 - Antoinette Gabrielle Danton, francese († 1793)
- 1761 - Baldassarre Audiberti, religioso francese († 1852)
- 1762 - Dionigi Strocchi, letterato, grecista e latinista italiano († 1850)
- 1766 - Mihály Fazekas, scrittore ungherese († 1828)
- 1766 - José Gaspar Rodríguez de Francia, avvocato e politico paraguaiano († 1840)
- 1767 - Pierre André Grobon, generale francese († 1815)
- 1767 - Éléonore Jean Nicolas Soleil, militare francese († 1824)
- 1769 - Jean-Baptiste Cacault, generale francese († 1813)
- 1770 - Gaspare Felice Rignon, banchiere italiano († 1818)
- 1772 - Giuseppe Maria Bozzi, vescovo cattolico italiano († 1833)
- 1775 - Auguste Jean Ameil, generale francese († 1822)
- 1775 - Giuseppe Poerio, politico e patriota italiano († 1843)
- 1776 - Ferdinand von Schill, ufficiale prussiano († 1809)
- 1777 - Charles-Guillaume Étienne, politico francese († 1845)
- 1777 - Giovanni Francesco Pressenda, liutaio italiano († 1854)
- 1781 - János Hám, vescovo cattolico ungherese († 1857)
- 1783 - Giuseppe Ugolini, cardinale italiano († 1867)
- 1785 - Andrea Mustoxidi, letterato e storico greco († 1860)
- 1785 - Karl Friedrich von Rumohr, scrittore, storico dell'arte e disegnatore tedesco († 1843)
- 1786 - Francesco Zunini, politico italiano († 1859)
- 1786 - Gaspare del Bufalo, presbitero, predicatore e missionario italiano († 1837)
- 1787 - Gaspard-Théodore-Ignace de la Fontaine, politico lussemburghese († 1871)
- 1789 - Giuseppe Andreoli, presbitero e patriota italiano († 1822)
- 1790 - Richard Musgrave, III baronetto di Tourin, politico irlandese († 1859)
- 1793 - James Madison Porter, politico statunitense († 1862)
- 1795 - Anselme Payen, chimico francese († 1871)
- 1797 - Edward Turner Bennett, zoologo inglese († 1836)
- 1798 - Melchior Ferdinand Joseph von Diepenbrock, cardinale e vescovo cattolico tedesco († 1853)
- 1798 - Marie Dorval, attrice teatrale francese († 1849)
- 1799 - Robert Hay, esploratore, antiquario e egittologo scozzese († 1863)
- 1799 - Avdot'ja Il'inična Istomina, ballerina russa († 1848)
- 1799 - Jedediah Smith, esploratore, cartografo e scrittore statunitense († 1831)
- 1800 - Anna Maria Hall, scrittrice irlandese († 1881)

## XIX secolo(203)
- 1801 - Louis-Édouard Cestac, presbitero francese († 1868)
- 1802 - Giovanni Gabriele Perboyre, presbitero e missionario francese († 1840)
- 1803 - Henri Herz, compositore e pianista austriaco († 1888)
- 1804 - Anna Plochl, nobile austriaca († 1885)
- 1805 - Vittoria Caldoni, modella italiana
- 1805 - Charles J. Jenkins, politico statunitense († 1883)
- 1806 - Jean-François Gigoux, pittore e litografo francese († 1894)
- 1806 - Christian Eduard Langethal, agronomo e botanico tedesco († 1878)
- 1807 - Joseph Holt, politico e militare statunitense († 1894)
- 1807 - Jozef Maximilián Petzval, matematico, fisico e inventore slovacco († 1891)
- 1809 - Sven Lovén, biologo e zoologo svedese († 1895)
- 1809 - Giovanni Pandiani, scultore italiano († 1879)
- 1810 - Pierre Bataillon, missionario e vescovo cattolico francese († 1877)
- 1810 - Gustavo Ponza di San Martino, politico italiano († 1876)
- 1811 - Giuseppe Campanelli, militare italiano († 1884)
- 1811 - Salvatore Marchese, economista, giurista e politico italiano († 1880)
- 1811 - Charles Sumner, avvocato, attivista e politico statunitense († 1874)
- 1812 - Melchora Aquino, attivista e rivoluzionaria filippina († 1919)
- 1812 - Catherine Glynne, nobildonna gallese († 1900)
- 1812 - Knud Knudsen, linguista norvegese († 1895)
- 1813 - Charles Lanyon, architetto britannico († 1889)
- 1813 - Paul Ludolf Melchers, cardinale e arcivescovo cattolico tedesco († 1895)
- 1814 - Augusto Chapdelaine, missionario francese († 1856)
- 1816 - Giovanni Morandini, ingegnere e politico italiano († 1888)
- 1817 - J.J. McCarthy, architetto irlandese († 1882)
- 1818 - Frigyes Ákos Hazslinszky, botanico e micologo ungherese († 1896)
- 1818 - Gustav Adolph Kenngott, mineralogista tedesco († 1897)
- 1819 - Baldassare Verazzi, pittore italiano († 1886)
- 1822 - Menyhért Lónyay, politico ungherese († 1884)
- 1822 - Heinrich Schliemann, imprenditore e archeologo tedesco († 1890)
- 1824 - Gottardo Aldighieri, baritono italiano († 1906)
- 1825 - Felice Giordano, ingegnere, geologo e alpinista italiano († 1892)
- 1826 - Adolf Kirchhoff, filologo classico e epigrafista tedesco († 1908)
- 1828 - Jean Louis Émile Boudier, farmacista e micologo francese († 1920)
- 1828 - Herman Grimm, scrittore e storico dell'arte tedesco († 1901)
- 1832 - Gustave Doré, pittore e incisore francese († 1883)
- 1832 - Ludovico Jacobini, cardinale italiano († 1887)
- 1834 - Pirro Aporti, avvocato, giornalista e politico italiano († 1911)
- 1835 - Cezar' Antonovič Kjui, compositore, critico musicale e ingegnere militare russo († 1918)
- 1835 - Martin Kähler, teologo e biblista tedesco († 1912)
- 1836 - Truman H. Safford, astronomo statunitense († 1901)
- 1837 - Juan Lindolfo Cuestas, politico uruguaiano († 1905)
- 1837 - Charles Dickens Jr., scrittore e editore inglese († 1896)
- 1838 - Max Bruch, compositore e direttore d'orchestra tedesco († 1920)
- 1839 - Arthur Gore, V conte di Arran, nobile e diplomatico irlandese († 1901)
- 1840 - Charles Lavigne, missionario e vescovo cattolico francese († 1913)
- 1840 - Aniceto dos Reis Gonçalves Viana, orientalista e scrittore portoghese († 1914)
- 1841 - Friedrich Otto Rudolf Sturm, matematico tedesco († 1919)
- 1842 - Clarence King, geologo e alpinista statunitense († 1901)
- 1842 - Eugenio Popovich, patriota, giornalista e avvocato italiano († 1931)
- 1843 - Francesco Genala, politico e giurista italiano († 1893)
- 1845 - Vladimir Nikolaevič Lamsdorf, politico e diplomatico russo († 1907)
- 1846 - Augusto Frediani, circense italiano († 1938)
- 1847 - Milovan Glišić, scrittore e drammaturgo serbo († 1908)
- 1848 - Hristo Botev, poeta e giornalista bulgaro († 1876)
- 1848 - Uberto Dell'Orto, pittore e incisore italiano († 1895)
- 1848 - Manuel González Prada, scrittore, critico letterario e politico peruviano († 1918)
- 1849 - Louis Havet, filologo francese († 1925)
- 1850 - Eduard Bernstein, politico, filosofo e scrittore tedesco († 1932)
- 1850 - Guglielmo Romiti, medico e anatomista italiano († 1936)
- 1850 - Xaver Scharwenka, pianista, compositore e docente tedesco († 1924)
- 1851 - Camillo Melzi D'Eril, sismologo e ingegnere italiano († 1929)
- 1852 - Ugo Ferrandi, esploratore italiano († 1928)
- 1852 - Alexandre Léon Étard, chimico francese († 1910)
- 1853 - Jean-Émile Anizan, presbitero francese († 1928)
- 1853 - Woodbridge Nathan Ferris, insegnante e politico statunitense († 1928)
- 1854 - Susette La Flesche, scrittrice, artista e oratrice statunitense († 1902)
- 1855 - Cesare Vivante, giurista e avvocato italiano († 1944)
- 1855 - Elena Šoltésová, scrittrice slovacca († 1939)
- 1856 - Otto Effertz, economista tedesco († 1921)
- 1856 - Lorenzo Ellero, psichiatra e politico italiano († 1923)
- 1856 - Giuseppe Martucci, compositore, pianista e direttore d'orchestra italiano († 1909)
- 1858 - Sébastien Faure, anarchico e pedagogista francese († 1942)
- 1858 - Albert Henry Munsell, pittore e inventore statunitense († 1918)
- 1858 - Takhtsinhji, principe indiano († 1896)
- 1858 - Luisa di Schleswig-Holstein-Sonderburg-Glücksburg, nobildonna tedesca († 1936)
- 1859 - Samuel Alexander, filosofo australiano († 1938)
- 1859 - Alfred Baudrillart, cardinale e arcivescovo cattolico francese († 1942)
- 1859 - Anatolij Andreevič Brandukov, violoncellista russo († 1930)
- 1859 - Henry E. Dixey, attore e impresario teatrale statunitense († 1943)
- 1859 - Settimio Piacentini, generale italiano († 1921)
- 1859 - Hugh Rodman, ammiraglio statunitense († 1940)
- 1860 - Raoul Gunsbourg, direttore teatrale, impresario teatrale e compositore rumeno († 1955)
- 1860 - Otto Zsigmondy, alpinista e sportivo austriaco († 1917)
- 1861 - Emilio De Marchi, tenore italiano († 1917)
- 1861 - Chris Hooijkaas, velista olandese († 1926)
- 1861 - Victor Horta, architetto belga († 1947)
- 1862 - August Oetker, farmacista e imprenditore tedesco († 1918)
- 1863 - Adolf Paul, scrittore svedese († 1943)
- 1863 - Sydney Martineau, schermidore britannico († 1945)
- 1864 - Giovanni Anfossi, pianista e compositore italiano († 1946)
- 1864 - Thomas Dewar, imprenditore scozzese († 1930)
- 1865 - Augusto Graziani, economista italiano († 1944)
- 1865 - Nikolaj Jakovlevič Marr, linguista, glottologo e etnologo sovietico († 1934)
- 1865 - Franz Skutsch, filologo classico e linguista tedesco († 1912)
- 1865 - Nikola Žekov, politico e generale bulgaro († 1949)
- 1866 - Dante Cappelli, attore e regista italiano († 1948)
- 1866 - Eugenio Ruspoli, esploratore italiano († 1893)
- 1867 - Baldomero Lillo, scrittore cileno († 1923)
- 1867 - Pelagio Luna, politico e avvocato argentino († 1919)
- 1868 - Vittorio Monti, compositore, violinista e direttore d'orchestra italiano († 1922)
- 1869 - Antonio Marozzi, agronomo e politico italiano († 1940)
- 1869 - Charles Moulin, pittore francese († 1960)
- 1869 - Antoni Rewera, presbitero polacco († 1942)
- 1870 - Gustav Bauer, politico tedesco († 1944)
- 1870 - Aleardo Terzi, pittore, disegnatore e pubblicitario italiano († 1943)
- 1871 - Eugen Burg, attore e regista tedesco († 1944)
- 1871 - Frank Dummerth, canottiere statunitense († 1936)
- 1871 - Jesús Flores Magón, politico, giurista e giornalista messicano († 1930)
- 1871 - Regina Pacini, soprano e filantropa portoghese († 1965)
- 1871 - Salvatore Poddighe, poeta italiano († 1938)
- 1871 - Ceccardo Roccatagliata Ceccardi, poeta italiano († 1919)
- 1872 - Henri Büsser, compositore, organista e direttore d'orchestra francese († 1973)
- 1872 - Aleksandr Nikolaevič Skrjabin, compositore e pianista russo († 1915)
- 1873 - Giovanni del Liechtenstein, militare austriaco († 1959)
- 1873 - Joaquín Mir Trinxet, pittore spagnolo († 1940)
- 1873 - Karl Straube, organista e direttore di coro tedesco († 1950)
- 1873 - Francesco Zanardi, politico italiano († 1954)
- 1874 - Adolfo De Carolis, pittore, restauratore e decoratore italiano († 1928)
- 1874 - Fred Niblo, regista e attore statunitense († 1948)
- 1874 - S. Fowler Wright, scrittore britannico († 1965)
- 1875 - Elisabeth von Gutmann, nobildonna austriaca († 1947)
- 1876 - Christian Caminada, vescovo cattolico svizzero († 1962)
- 1876 - Məşədi Əzizbəyov, politico azero († 1918)
- 1877 - Primo Cavellini, dirigente sportivo italiano († 1963)
- 1877 - Giuseppe Placido Nicolini, vescovo cattolico italiano († 1973)
- 1877 - Antonio Restelli, pistard italiano († 1945)
- 1878 - Marian Ellis, attivista inglese († 1952)
- 1878 - Adeline Genée, ballerina britannica († 1970)
- 1878 - Carl Sandburg, poeta statunitense († 1967)
- 1879 - Joseph Medill Patterson, giornalista e editore statunitense († 1946)
- 1880 - Tom Mix, attore cinematografico e regista statunitense († 1940)
- 1881 - Ion Minulescu, scrittore, poeta e drammaturgo rumeno († 1944)
- 1882 - Jacob Goedecker, ingegnere tedesco († 1957)
- 1882 - Felice Guarneri, economista, dirigente d'azienda e politico italiano († 1955)
- 1882 - Fan Stilian Noli, politico, poeta e vescovo ortodosso albanese († 1965)
- 1882 - Ivan Olbracht, scrittore, traduttore e giornalista ceco († 1952)
- 1882 - Ferdinand Pecora, avvocato e magistrato italiano († 1971)
- 1882 - Sam Rayburn, politico statunitense († 1961)
- 1882 - Maria Anna d'Asburgo-Teschen, nobildonna austriaca († 1940)
- 1882 - Aleksandra Aleksandrovna Ėkster, pittrice, scenografa e costumista russa († 1949)
- 1883 - Khalil Gibran, poeta, pittore e aforista libanese († 1931)
- 1883 - Frank Haller, pugile statunitense († 1939)
- 1883 - Léon Monnier, altista francese († 1969)
- 1883 - Friedrich Pfister, filologo e archeologo tedesco († 1967)
- 1884 - Isaak Israilevič Brodskij, pittore sovietico († 1939)
- 1884 - Henriette Charasson, scrittrice, poetessa e drammaturga francese († 1972)
- 1884 - Harry Pace, imprenditore, editore musicale e avvocato statunitense († 1943)
- 1885 - Clemente Rebora, presbitero e poeta italiano († 1957)
- 1885 - Florence Turner, attrice e sceneggiatrice statunitense († 1946)
- 1885 - Heinrich Vollmer, ingegnere tedesco († 1961)
- 1886 - Erik Bergström, calciatore svedese († 1966)
- 1886 - Nicola Nacucchi, avvocato e politico italiano († 1963)
- 1887 - Berthe Bovy, attrice belga († 1977)
- 1887 - Hristo Lukov, generale bulgaro († 1943)
- 1887 - Renato Tega, politico e partigiano italiano († 1955)
- 1887 - Ernesto Torrusio, politico e dirigente sportivo italiano († 1967)
- 1889 - Alfredo Ortelli, pittore e illustratore italiano († 1963)
- 1889 - Noè Pajetta, avvocato, partigiano e politico italiano († 1966)
- 1890 - Ettore De Michele, dirigente sportivo, arbitro di calcio e calciatore italiano († 1991)
- 1890 - Georges Rigal, nuotatore e pallanuotista francese († 1974)
- 1890 - Hendrik Cornelis Siebers, ornitologo olandese († 1949)
- 1890 - Aldo Vitali, enigmista italiano († 1972)
- 1890 - Franz Wognar, aviatore austro-ungarico († 1943)
- 1891 - Umberto Cuzzi, architetto italiano († 1973)
- 1891 - Rochus Gliese, scenografo, regista e attore tedesco († 1978)
- 1891 - Alfredo Tibiletti, ciclista su strada italiano († 1928)
- 1891 - Adolf von Bomhard, generale e politico tedesco († 1976)
- 1892 - Ludwig Berger, regista, sceneggiatore e attore tedesco († 1969)
- 1892 - Stella Benson, scrittrice britannica († 1933)
- 1893 - Mikheil Gelovani, attore georgiano († 1956)
- 1893 - Epifanio Li Puma, politico e sindacalista italiano († 1948)
- 1893 - Vincas Mykolaitis-Putinas, scrittore e poeta lituano († 1967)
- 1893 - Bigio Vielmi, calciatore italiano († 1963)
- 1894 - Guido Debernardi, calciatore italiano († 1963)
- 1894 - Moses Hardy, militare statunitense († 2006)
- 1894 - Ona Šimaitė, bibliotecaria lituana († 1970)
- 1895 - Tom Fadden, attore statunitense († 1980)
- 1895 - George Howard, XI conte di Carlisle, militare inglese († 1963)
- 1895 - Rita Montagnana, politica italiana († 1979)
- 1896 - Riccardo Bauer, storico, giornalista e politico italiano († 1982)
- 1896 - Antonia Bolognesi, archivista italiana († 1976)
- 1896 - Charles Austin Gardner, botanico australiano († 1970)
- 1896 - Lydia Johnson, danzatrice, cantante e attrice russa († 1969)
- 1896 - Joseph Paty, calciatore belga
- 1896 - Herminio Martínez Álvarez, calciatore spagnolo († 1976)
- 1897 - Giovanni Gasparoli, politico italiano († 1950)
- 1897 - Carl Riegel, calciatore tedesco († 1970)
- 1897 - Pippo Rizzo, pittore e scultore italiano († 1964)
- 1897 - Luigi Settino, militare italiano († 1917)
- 1897 - Ferenc Szálasi, politico e militare ungherese († 1946)
- 1897 - Ionel Teodoreanu, scrittore e avvocato romeno († 1954)
- 1898 - Livio Gemo, calciatore e imprenditore italiano († 1968)
- 1898 - Slim Halderson, hockeista su ghiaccio canadese († 1965)
- 1898 - Volodymyr Sosjura, poeta ucraino († 1965)
- 1899 - Phyllis Haver, attrice statunitense († 1960)
- 1899 - Heinrich Nordhoff, dirigente d'azienda, imprenditore e ingegnere tedesco († 1968)
- 1899 - Ugo Schiffo, calciatore italiano († 1973)
- 1899 - Max Simon, generale e criminale di guerra tedesco († 1961)
- 1900 - Günther Gumprich, militare tedesco († 1943)
- 1900 - Maria di Romania, regina († 1961)
- 1900 - Hede Massing, attrice e agente segreto austriaca († 1981)
- 1900 - Roberto Terracini, scultore italiano († 1976)

## XX secolo(1016)
- 1901 - José Gaspar d'Afonseca e Silva, arcivescovo cattolico brasiliano († 1943)
- 1901 - Pietro Berri, medico e musicologo italiano († 1979)
- 1901 - Johanna de Boer, schermitrice olandese († 1984)
- 1901 - Tómas Guðmundsson, poeta e saggista islandese († 1983)
- 1901 - Nikolaj Afanas'evič Krjučkov, attore sovietico († 1994)
- 1901 - Romolo Sartoris, calciatore italiano († 1983)
- 1902 - Kinji Imanishi, antropologo giapponese († 1992)
- 1902 - Hugo Klempfner, pallanuotista cecoslovacco († 1969)
- 1902 - Dagobert D. Runes, filosofo e curatore editoriale austro-ungarico († 1982)
- 1902 - Jia Ruskaja, danzatrice, coreografa e insegnante russa († 1970)
- 1902 - Margaret Woodbridge, nuotatrice statunitense († 1995)
- 1903 - Maurice Abravanel, musicista, compositore e direttore d'orchestra statunitense († 1993)
- 1903 - Salvatore Calabrese, medico italiano († 1973)
- 1903 - Ferruccio Morandini, pittore, incisore e designer italiano († 1972)
- 1903 - Walter Nigg, teologo svizzero († 1988)
- 1903 - Liang Shih-chiu, educatore, scrittore e traduttore cinese († 1987)
- 1903 - Francis L. Sullivan, attore britannico († 1956)
- 1904 - Salvatore Gatto, scrittore e politico italiano
- 1904 - Il'ja Musin, direttore d'orchestra russo († 1999)
- 1904 - Luigi Russo, politico italiano († 1992)
- 1904 - Cesare Zancanaro, calciatore, hockeista su pista e scultore italiano († 1989)
- 1905 - Baltasar Albéniz, allenatore di calcio e calciatore spagnolo († 1978)
- 1905 - Vicente Bachero, ciclista su strada spagnolo († 1938)
- 1905 - Renato Preziati, calciatore italiano († 1986)
- 1905 - Eric Frank Russell, autore di fantascienza britannico († 1978)
- 1906 - Dorothy Appleby, attrice statunitense († 1990)
- 1906 - Ruth Hiatt, attrice statunitense († 1994)
- 1906 - Aimone Lo Prete, allenatore di calcio e calciatore italiano
- 1906 - Giuseppina Palumbo, politica italiana († 1989)
- 1906 - Alexina Duchamp, mercante d'arte statunitense († 1995)
- 1906 - Joe Stracci, mafioso italiano († 1984)
- 1907 - Juan Argote, calciatore boliviano († 1990)
- 1907 - Wilhelm Bertrams, presbitero e teologo tedesco († 1955)
- 1907 - Helen Kleeb, attrice statunitense († 2003)
- 1907 - Dionisio Mejía, calciatore messicano († 1963)
- 1908 - Karl Joppich, calciatore tedesco († 1940)
- 1908 - Sverre Kvammen, calciatore norvegese († 1982)
- 1909 - Elio Civinini, calciatore e allenatore di calcio italiano († 2005)
- 1909 - Frida Clara, sciatrice alpina italiana († 1986)
- 1909 - Michal Schmuck, pallanuotista cecoslovacco († 1980)
- 1909 - Haruko Sugimura, attrice cinematografica e attrice teatrale giapponese († 1997)
- 1910 - Wright Morris, scrittore, saggista e fotografo statunitense († 1998)
- 1910 - Camille Plubeau, militare e aviatore francese († 1998)
- 1910 - Kid Chocolate, pugile cubano († 1988)
- 1910 - Giuseppe Tramarollo, storico, politologo e attivista italiano († 1985)
- 1911 - Friedrich Hendrix, velocista tedesco († 1941)
- 1911 - Armando Massiglia, calciatore italiano († 1980)
- 1911 - Silvio Micheli, scrittore italiano († 1990)
- 1911 - Jan Wasiewicz, calciatore polacco († 1976)
- 1912 - Arturo Boniforti, calciatore italiano († 1943)
- 1912 - Jacques Ellul, sociologo e teologo francese († 1994)
- 1912 - Janine Solane, ballerina e coreografa francese († 2006)
- 1912 - Danny Thomas, attore, produttore televisivo e regista statunitense († 1991)
- 1912 - António Vieira, calciatore portoghese
- 1912 - José Pedro Galvão de Sousa, filosofo e giurista brasiliano († 1992)
- 1913 - Frederik Belinfante, fisico e docente olandese († 1991)
- 1913 - Tom Brown, attore e modello statunitense († 1990)
- 1913 - Willi Fricke, calciatore tedesco († 1963)
- 1913 - Edward Gierek, politico polacco († 2001)
- 1913 - Pierre Le Gloan, aviatore francese († 1943)
- 1913 - Antun Pogačnik, calciatore jugoslavo († 1978)
- 1913 - Max Théret, imprenditore e attivista francese († 2009)
- 1913 - François Warnier, militare e aviatore francese († 2005)
- 1913 - Loretta Young, attrice statunitense († 2000)
- 1914 - Vittorio Bodini, ispanista, traduttore e poeta italiano († 1970)
- 1914 - Mauro Bordon, politico italiano († 1995)
- 1914 - David Bruce, attore statunitense († 1976)
- 1914 - Federico Caffè, economista italiano
- 1914 - Jodie Copelan, montatore statunitense († 1977)
- 1915 - Ioan Bogdan, calciatore e allenatore di calcio rumeno († 1992)
- 1915 - Ibolya Csák, altista ungherese († 2006)
- 1915 - Don Edwards, politico e agente segreto statunitense († 2015)
- 1915 - Ernie Fortney, cestista statunitense († 1987)
- 1915 - John Cunningham Lilly, psicoanalista e neuroscienziato statunitense († 2001)
- 1915 - Liisi Oterma, astronoma finlandese († 2001)
- 1915 - Dezső Szentgyörgyi, militare e aviatore ungherese († 1971)
- 1915 - Alan Watts, filosofo e oratore britannico († 1973)
- 1916 - Laurdes Cavallari, giocatore di biliardo italiano († 1994)
- 1916 - Procopio Di Maggio, mafioso italiano († 2016)
- 1916 - Antonio Fusco, calciatore italiano († 1993)
- 1916 - Vito Miceli, generale e politico italiano († 1990)
- 1916 - John Schick, cestista statunitense († 1990)
- 1917 - Maeve Brennan, giornalista e scrittrice irlandese († 1993)
- 1917 - Frederico Fischer, atleta brasiliano
- 1917 - Dino Gifford, calciatore italiano († 2013)
- 1917 - Bruno Lanfranchi, attore teatrale, regista e comico italiano († 1995)
- 1917 - Antonio Scialdone, ammiraglio italiano († 1998)
- 1918 - Jack Ahearn, cestista statunitense († 1968)
- 1918 - Jakob Balzert, calciatore tedesco († 1997)
- 1918 - Hollis Chenery, economista statunitense († 1994)
- 1918 - John Joseph Cremona, giurista e poeta maltese († 2020)
- 1918 - Alberta Lorenzoni, schermitrice italiana
- 1919 - Roy Cochran, ostacolista e velocista statunitense († 1981)
- 1919 - Ines Poggetto, partigiana, storica e poetessa italiana († 2007)
- 1920 - Ferdinando Chevrier, pittore italiano († 2005)
- 1920 - Henry Corden, attore e doppiatore canadese († 2005)
- 1920 - Giovanni D'Ascenzi, vescovo cattolico e sociologo italiano († 2013)
- 1920 - Ipoustéguy, scultore, pittore e disegnatore francese († 2006)
- 1920 - Josep Lluís Facerías, anarchico e guerrigliero spagnolo († 1957)
- 1920 - John Maynard Smith, biologo e genetista inglese († 2004)
- 1920 - Dante Nardi, calciatore italiano († 1998)
- 1920 - Early Wynn, giocatore di baseball statunitense († 1999)
- 1921 - Franco Busetto, politico e partigiano italiano († 2015)
- 1921 - Adriana Facchetti, attrice italiana († 1993)
- 1921 - Egidio Feruglio, ciclista su strada italiano († 1981)
- 1921 - Luisa Garella, attrice italiana († 1983)
- 1921 - Guido Lelli, ciclista su strada italiano († 1986)
- 1921 - Freddie Lewis, cestista e allenatore di pallacanestro statunitense († 1994)
- 1922 - Lucio Benaglia, politico italiano († 2002)
- 1922 - Gina Lagorio, scrittrice e critica letteraria italiana († 2005)
- 1922 - Paolo Carlini, attore italiano († 1979)
- 1922 - Cecil Hankins, cestista e allenatore di pallacanestro statunitense († 2002)
- 1922 - Tabaré Larre Borges, cestista uruguaiano
- 1922 - Fred Otash, investigatore privato, scrittore e attore statunitense († 1992)
- 1922 - Eusebio Tejera, calciatore uruguaiano († 2002)
- 1923 - Carlo Cesarini da Senigallia, scenografo italiano († 1996)
- 1923 - Luciano Fabbri, calciatore italiano († 1986)
- 1923 - Giuseppe Felici, militare e partigiano italiano († 1944)
- 1923 - Vladimir Kazancev, siepista sovietico († 2007)
- 1923 - Norman Kirk, politico neozelandese († 1974)
- 1923 - Giorgio Magnaghi, calciatore italiano († 2016)
- 1923 - Edward Henryk Materski, vescovo cattolico polacco († 2012)
- 1923 - Luigi Matrone, politico italiano († 2008)
- 1923 - Jimmy Mullen, calciatore inglese († 1987)
- 1923 - Nikolaj Saksonov, sollevatore sovietico († 2011)
- 1923 - Silvano Tartaglini, rugbista a 15 e arbitro di rugby a 15 italiano († 2016)
- 1923 - Mitsuru Yoshida, ufficiale e scrittore giapponese († 1979)
- 1924 - Alfredo Milani, pilota motociclistico italiano († 2017)
- 1924 - Dick Rathmann, pilota automobilistico statunitense († 2000)
- 1924 - Earl Scruggs, suonatore di banjo, chitarrista e compositore statunitense († 2012)
- 1924 - Erwin Strempel, calciatore tedesco († 1999)
- 1925 - Franco Borsi, storico dell'architettura italiano († 2008)
- 1925 - Enrique Carreras, regista peruviano († 1995)
- 1925 - John DeLorean, imprenditore statunitense († 2005)
- 1925 - Giuseppe Ganduscio, poeta italiano († 1963)
- 1925 - Giovanni Grazzini, critico cinematografico italiano († 2001)
- 1925 - Luciano Liggio, mafioso italiano († 1993)
- 1925 - Uzi Narkiss, generale israeliano († 1997)
- 1925 - Alfredo Pasotti, ciclista su strada italiano († 2000)
- 1926 - Armando Aste, alpinista italiano († 2017)
- 1926 - Rafael Ávalos, calciatore messicano († 1993)
- 1926 - Pat Flaherty, pilota automobilistico statunitense († 2002)
- 1926 - Kid Gavilán, pugile cubano († 2003)
- 1926 - Fernand Guillou, cestista francese († 2009)
- 1926 - Mickey Hargitay, attore, culturista e pattinatore di velocità su ghiaccio ungherese († 2006)
- 1926 - Duane Klueh, cestista e allenatore di pallacanestro statunitense († 2024)
- 1926 - Matthew Farhang Mohtadi, tennista e cestista iraniano († 2020)
- 1926 - Nella Nobili, poetessa italiana († 1985)
- 1926 - Enzo Sacchi, pistard e ciclista su strada italiano († 1988)
- 1926 - Walter Sedlmayr, attore tedesco († 1990)
- 1927 - Tojo Yamamoto, wrestler statunitense († 1992)
- 1927 - Ralph Watts, cestista, allenatore di pallacanestro e dirigente sportivo canadese († 1987)
- 1928 - Giovanni Attanasio, attore italiano († 1988)
- 1928 - Capucine, attrice e modella francese († 1990)
- 1928 - Carlo Pedretti, storico dell'arte italiano († 2018)
- 1928 - Giuseppe Russo, carabiniere italiano († 1977)
- 1928 - Derek Saunders, calciatore inglese († 2018)
- 1928 - Vijay Tendulkar, scrittore, drammaturgo e sceneggiatore indiano († 2008)
- 1928 - Pasquale Vivolo, calciatore e dirigente sportivo italiano († 2002)
- 1929 - Grazia Honegger Fresco, pedagogista italiana († 2020)
- 1929 - Babrak Karmal, politico afghano († 1996)
- 1929 - Francesco Martorelli, politico italiano († 2008)
- 1929 - Luigi Tassinari, politico italiano († 2014)
- 1930 - Alfonso Brescia, regista italiano († 2001)
- 1930 - Erich Bäumler, calciatore tedesco († 2003)
- 1930 - Luigi Lucherini, politico italiano († 2022)
- 1930 - Asle Sjåstad, sciatore alpino norvegese († 2009)
- 1930 - Professor Tanaka, wrestler, attore e pugile statunitense († 2000)
- 1930 - Vic Tayback, attore statunitense († 1990)
- 1931 - John A. Betti, politico e dirigente d'azienda statunitense
- 1931 - E. L. Doctorow, scrittore statunitense († 2015)
- 1931 - Andrei Folbert, cestista rumeno († 2003)
- 1931 - Armando Herrera, cestista messicano († 2020)
- 1931 - Enrique Hormazábal, calciatore cileno († 1999)
- 1931 - Leonardo Marquicias, cestista filippino († 2002)
- 1931 - Tom Marshall, cestista e allenatore di pallacanestro statunitense († 2024)
- 1931 - Dickie Moore, hockeista su ghiaccio canadese († 2015)
- 1932 - Jesús Galdeano, ciclista su strada spagnolo († 2017)
- 1932 - Stewart Imlach, calciatore scozzese († 2001)
- 1932 - David Leland, attore statunitense († 1948)
- 1932 - Angelo Mainardi, giornalista, scrittore e critico letterario italiano
- 1932 - Tito Maniacco, poeta, storico e scrittore italiano († 2010)
- 1932 - José Saraiva Martins, cardinale e arcivescovo cattolico portoghese
- 1932 - Max Streibl, politico tedesco († 1998)
- 1932 - Udo Vioff, attore tedesco († 2018)
- 1933 - Leszek Drogosz, pugile e attore polacco († 2012)
- 1933 - Mike Lane, attore e wrestler statunitense († 2015)
- 1933 - Oleg Grigor'evič Makarov, cosmonauta sovietico († 2003)
- 1933 - Michele Saponara, avvocato e politico italiano
- 1933 - Justo Tejada, calciatore spagnolo († 2021)
- 1933 - Fred Turner, imprenditore statunitense († 2013)
- 1933 - Mario Uderzo, scrittore, teologo e regista italiano
- 1934 - Melchor Barrio, calciatore spagnolo († 2015)
- 1934 - William Browder, matematico statunitense († 2025)
- 1934 - Francesco Curci, politico e medico italiano († 1996)
- 1934 - Manfredo Manfredi, regista, scenografo e pittore italiano
- 1934 - Vincenzo Muccioli, imprenditore italiano († 1995)
- 1934 - Sylvia Syms, attrice britannica († 2023)
- 1934 - Wieland Wege, artista e pittore tedesco († 2022)
- 1935 - Tommaso Assi, mezzofondista e allenatore di atletica leggera italiano († 1983)
- 1935 - Federico Bilbao, ex calciatore spagnolo
- 1935 - Margarita Gómez-Acebo, nobildonna spagnola
- 1935 - Nancy Johnson, politica statunitense
- 1935 - Vasil Metodiev, allenatore di calcio e calciatore bulgaro († 2019)
- 1935 - Reinhold Pommer, ciclista su strada tedesco († 2014)
- 1935 - Gerald R. Molen, produttore cinematografico statunitense
- 1935 - Egisto Sarnelli, cantante e chitarrista italiano († 1996)
- 1935 - Nino Tempo, cantante, sassofonista e clarinettista statunitense († 2025)
- 1936 - Anton Allemann, calciatore svizzero († 2008)
- 1936 - Charles Corver, arbitro di calcio olandese († 2020)
- 1936 - Masaru Furukawa, nuotatore giapponese († 1993)
- 1936 - Darlene Hard, tennista statunitense († 2021)
- 1936 - Antonio López García, pittore e scultore spagnolo
- 1936 - Alejandro Maldonado, politico guatemalteco
- 1936 - Pasquale Pistorio, dirigente d'azienda italiano
- 1936 - Julio María Sanguinetti, politico, avvocato e giornalista uruguaiano
- 1936 - Levi Stubbs, cantante e baritono statunitense († 2008)
- 1936 - Ebo Taylor, chitarrista e compositore ghanese
- 1937 - Luigi Arienti, ciclista su strada e pistard italiano († 2024)
- 1937 - Paolo Conte, cantautore, polistrumentista e pittore italiano
- 1937 - Ludvík Daněk, discobolo cecoslovacco († 1998)
- 1937 - Lenora Fisher, ex nuotatrice canadese
- 1937 - Harri Holkeri, politico finlandese († 2011)
- 1937 - Hans-Dieter Krampe, calciatore tedesco orientale († 2019)
- 1937 - Roberto Ongpin, imprenditore e politico filippino († 2023)
- 1937 - Cuco Valoy, cantante dominicano
- 1938 - Adriano Celentano, cantante, showman e attore italiano
- 1938 - William E. Connolly, politologo statunitense
- 1938 - Giampaolo Fabris, sociologo italiano († 2010)
- 1938 - Jozef Golonka, ex hockeista su ghiaccio cecoslovacco
- 1938 - Karl-Heinz Kunde, ciclista su strada tedesco († 2018)
- 1938 - David Lim, ex pallanuotista singaporiano
- 1938 - Luca Luchetti, scultore e pittore italiano († 1993)
- 1938 - Dragoș Nosievici, cestista e allenatore di pallacanestro rumeno († 2014)
- 1938 - Cesare Pisani, chimico e fisico italiano († 2011)
- 1938 - Mario Rodríguez Cobos, scrittore argentino († 2010)
- 1938 - Larisa Efimovna Šepit'ko, regista sovietica († 1979)
- 1938 - Francesco Signor, basso italiano
- 1938 - Hermann Stöcker, calciatore tedesco orientale († 2022)
- 1938 - Vasyl' Stus, poeta e attivista ucraino († 1985)
- 1938 - Stefano Torossi, compositore, arrangiatore e direttore d'orchestra italiano
- 1938 - Mario Usellini, politico e imprenditore italiano
- 1939 - Samuel Bowles, economista statunitense
- 1939 - Valerij Lobanovs'kyj, calciatore e allenatore di calcio sovietico († 2002)
- 1939 - Henri Nallet, politico francese († 2024)
- 1939 - Murray Rose, nuotatore australiano († 2012)
- 1939 - Francesco Pio Tamburrino, arcivescovo cattolico italiano
- 1939 - David Tracy, teologo statunitense († 2025)
- 1939 - Jaroslav Walter, hockeista su ghiaccio cecoslovacco († 2014)
- 1939 - Andrzej Józef Śliwiński, vescovo cattolico polacco († 2009)
- 1940 - Doina Badea, cantante rumena († 1977)
- 1940 - John Byrne, drammaturgo e artista britannico († 2023)
- 1940 - Olga Georges-Picot, attrice francese († 1997)
- 1940 - Jean Josselin, pugile francese († 2021)
- 1940 - Jiří Marek, ex cestista cecoslovacco
- 1940 - Van McCoy, musicista, produttore discografico e cantautore statunitense († 1979)
- 1940 - Alberta Zanardi, ex canoista italiana
- 1941 - Philippe Busquin, politico belga
- 1941 - Nicole Hassler, pattinatrice artistica su ghiaccio francese († 1996)
- 1941 - Rainer Ohlhauser, ex calciatore e allenatore di calcio tedesco
- 1941 - Carla Tichatscheck, pattinatrice artistica su ghiaccio italiana († 2015)
- 1942 - Peter J. Denning, informatico statunitense
- 1942 - Roberto Peccei, fisico italiano († 2020)
- 1943 - Barry Altschul, batterista statunitense
- 1943 - Gunter van den Berg, cestista olandese († 2015)
- 1943 - Bruno Campanella, direttore d'orchestra italiano
- 1943 - Tina Femiano, attrice italiana
- 1943 - Wilhelm Kuhweide, ex velista tedesco
- 1943 - Paolo Pastorelli, politico italiano († 2013)
- 1943 - Karl Pflock, saggista statunitense († 2006)
- 1943 - Osvaldo Soriano, giornalista e scrittore argentino († 1997)
- 1943 - Emanuele Taglietti, scenografo, illustratore e pittore italiano
- 1943 - Terry Venables, calciatore e allenatore di calcio inglese († 2023)
- 1943 - Luciano Virgilio, attore italiano
- 1943 - David Zard, produttore discografico, produttore teatrale e impresario teatrale italiano († 2018)
- 1944 - Christine Dacremont, ex pilota automobilistico e pilota di rally francese
- 1944 - Bonnie Franklin, attrice e regista statunitense († 2013)
- 1944 - Elvio Giudici, critico musicale italiano
- 1944 - Henry R. Kravis, imprenditore statunitense
- 1944 - Seppo Leppäniemi, ex sciatore alpino finlandese
- 1944 - Gabor Maté, scrittore ungherese
- 1944 - Richard Muller, fisico statunitense
- 1944 - Pak Li-sup, ex calciatore nordcoreano
- 1944 - Alan Stivell, cantautore e arpista francese
- 1944 - Rolf Zinkernagel, medico svizzero
- 1945 - Margrete Auken, politica danese
- 1945 - Athos Bigongiali, scrittore italiano
- 1945 - Ernst Blanke, ex tennista e avvocato austriaco
- 1945 - Virginio Canzi, allenatore di calcio e ex calciatore italiano
- 1945 - Alfredo Conde, scrittore, poeta e politico spagnolo
- 1945 - Víctor Cuevas, ex cestista portoricano
- 1945 - Lars-Ebbe Edström, ex cestista svedese
- 1945 - Walter Franco, cantante, musicista e chitarrista brasiliano († 2019)
- 1945 - Alwyn Howard Gentry, botanico statunitense († 1993)
- 1945 - Barry John, rugbista a 15 gallese († 2024)
- 1945 - Roland Losert, ex schermidore austriaco
- 1945 - Luigi Lucini, presbitero e scrittore italiano
- 1945 - Saturnino Osorio, calciatore salvadoregno († 1980)
- 1945 - Cesare Poli, calciatore italiano († 2024)
- 1945 - Philip Schultz, poeta statunitense
- 1945 - James Senese, musicista, sassofonista e compositore italiano
- 1945 - Robyn Thorn, ex nuotatrice australiana
- 1946 - Nasser Al-Johar, allenatore di calcio e ex calciatore saudita
- 1946 - Antón Arieta, calciatore spagnolo († 2022)
- 1946 - Ahmad al-Tayyib, imam, filosofo e teologo egiziano
- 1946 - Syd Barrett, cantautore, chitarrista e compositore britannico († 2006)
- 1946 - Alberto Botta, politico italiano († 2011)
- 1946 - Antonio Carcarino, politico italiano († 2016)
- 1946 - Cheng Pei-pei, attrice e produttrice cinematografica cinese († 2024)
- 1946 - Antonino Fiorile, calciatore italiano († 2024)
- 1946 - Giuseppe Giammarinaro, politico e imprenditore italiano
- 1946 - Jean-Marie Nadaud, fumettista francese († 2006)
- 1946 - Colette Passemard, ex cestista francese
- 1947 - Romano Baraldi, ex rugbista a 15 italiano
- 1947 - Shirley Brown, cantante statunitense
- 1947 - Sandy Denny, cantautrice britannica († 1978)
- 1947 - Andréa Ferréol, attrice francese
- 1947 - Howard Georgi, fisico statunitense
- 1947 - Ian Millar, cavaliere canadese
- 1947 - Franco Pezzato, allenatore di calcio e ex calciatore italiano
- 1947 - Adolfo Soto, ex calciatore paraguaiano
- 1947 - Jacques Toussaint, artista e designer francese
- 1948 - Guy Spence Gardner, ex astronauta statunitense
- 1948 - Pedro Lavín, ex calciatore spagnolo
- 1948 - Andrej Maljukov, regista russo († 2021)
- 1948 - Lorenzo Ramaciotti, designer italiano
- 1948 - Bob Wise, politico statunitense
- 1949 - Rudolf van den Berg, regista olandese († 2025)
- 1949 - Mike Boit, ex mezzofondista keniota
- 1949 - Jirō Chiba, attore giapponese
- 1949 - Joan Hess, scrittrice statunitense († 2017)
- 1949 - Jim Lemon, ex calciatore nordirlandese
- 1949 - Giovanni Manetti, semiologo italiano
- 1949 - Diego Pupo, allenatore di calcio e ex calciatore italiano
- 1949 - Salvatore Rossi, economista, banchiere e dirigente d'azienda italiano
- 1949 - Stefan Soltész, direttore d'orchestra austriaco († 2022)
- 1949 - Carolyn D. Wright, poetessa statunitense († 2016)
- 1950 - Carmelo Cabrera, ex cestista spagnolo
- 1950 - Constanze Engelbrecht, attrice e doppiatrice tedesca († 2000)
- 1950 - Jirō Hosotani, ex sollevatore giapponese
- 1950 - Emmanuel Mwape, calciatore zambiano († 1991)
- 1950 - Richard Norton, attore, artista marziale e stuntman australiano († 2025)
- 1950 - Massimo Rao, artista italiano († 1996)
- 1950 - Stefano Simoncelli, poeta italiano († 2025)
- 1951 - Alessandro Bergamo, politico italiano
- 1951 - Giovanni Bertini, calciatore italiano († 2019)
- 1951 - Ahron Daum, rabbino israeliano († 2018)
- 1951 - Adelio Diamante, ex mezzofondista italiano
- 1951 - Pierangelo Ferrari, politico italiano
- 1951 - Fishman, wrestler messicano († 2017)
- 1951 - Paula Fredriksen, storica delle religioni statunitense
- 1951 - Maurizio Giannini, scrittore italiano
- 1951 - Ruth Ann Moorehouse, criminale canadese
- 1951 - Cataldo Naro, arcivescovo cattolico italiano († 2006)
- 1951 - Jan Peumans, politico belga
- 1951 - Kim Wilson, armonicista e cantante statunitense
- 1952 - Rosario Pio Cattafi, mafioso italiano
- 1952 - Jiichirō Date, lottatore giapponese († 2018)
- 1952 - John Douglas Deshotel, vescovo cattolico statunitense
- 1952 - Elido Fazi, economista, editore e scrittore italiano
- 1952 - Ciro Giorgini, critico cinematografico e autore televisivo italiano († 2015)
- 1952 - Serge Quadruppani, scrittore francese
- 1952 - Michele Sarfatti, storico italiano
- 1952 - Bobby Shinton, ex calciatore inglese
- 1952 - Frank Sivero, attore italiano
- 1953 - Jeff Capel, allenatore di pallacanestro statunitense († 2017)
- 1953 - Omar Correa, ex calciatore uruguaiano
- 1953 - Valerio Festi, artista e imprenditore italiano
- 1953 - Michel Frutschi, pilota motociclistico svizzero († 1983)
- 1953 - Tomislav Ivčić, cantante, musicista e politico croato († 1993)
- 1953 - Manfred Kaltz, allenatore di calcio e ex calciatore tedesco
- 1953 - Gary Kloppenburg, allenatore di pallacanestro statunitense
- 1953 - Vasilij Solomin, pugile sovietico († 1997)
- 1953 - Angelo Stano, fumettista e illustratore italiano
- 1953 - Malcolm Young, chitarrista britannico († 2017)
- 1954 - Jan Eliasberg, regista e sceneggiatrice statunitense
- 1954 - Luigi Ficacci, critico d'arte italiano
- 1954 - Norbert Hahn, ex slittinista tedesco orientale
- 1954 - Hans Robert Hiegel, architetto tedesco
- 1954 - Yūji Horii, autore di videogiochi giapponese
- 1954 - Ayub Kalule, ex pugile ugandese
- 1954 - Francisco Martínez Díaz, ex calciatore spagnolo
- 1954 - Anthony Minghella, regista, commediografo e sceneggiatore britannico († 2008)
- 1954 - Karen Moras, ex nuotatrice australiana
- 1954 - Luis Ramírez Zapata, allenatore di calcio e ex calciatore salvadoregno
- 1954 - Michele Serio, musicista e scrittore italiano († 2021)
- 1954 - David Sproxton, imprenditore e animatore britannico
- 1954 - Trudie Styler, attrice e produttrice cinematografica britannica
- 1955 - Ajayi Agbebaku, ex triplista e lunghista nigeriano
- 1955 - Michele Ainis, costituzionalista e scrittore italiano
- 1955 - Rowan Atkinson, attore, comico e sceneggiatore britannico
- 1955 - Franco Bonisoli, ex brigatista italiano
- 1955 - Donatella Damiani, attrice italiana
- 1955 - Richard Corbett, politico britannico
- 1955 - Kevin Cosgrove, imprenditore e dirigente d'azienda statunitense († 2001)
- 1955 - Noel Larkin, ex calciatore irlandese
- 1955 - Patrick Lefevere, dirigente sportivo e ex ciclista su strada belga
- 1955 - Pieraldo Nemo, allenatore di calcio e ex calciatore italiano
- 1955 - Pietro Ruisi, allenatore di calcio e ex calciatore italiano
- 1955 - Antonio Scilipoti, ex pallavolista italiano
- 1955 - Ercüment Sunter, allenatore di pallacanestro turco
- 1955 - Gordon Wallace, ex calciatore scozzese
- 1956 - Annette Berndt, ex cestista tedesca
- 1956 - Gigi Cavalli Cocchi, batterista e disegnatore italiano
- 1956 - Tschen La Ling, ex calciatore olandese
- 1956 - Antonio Rondon, allenatore di calcio e ex calciatore italiano
- 1956 - Jantörö Satıbaldiev, politico kirghiso
- 1956 - Elizabeth Strout, scrittrice statunitense
- 1956 - Dave Swindlehurst, allenatore di calcio e ex calciatore inglese
- 1956 - Justin Welby, arcivescovo anglicano e teologo inglese
- 1956 - Clive Woodward, ex rugbista a 15, allenatore di rugby a 15 e dirigente sportivo britannico
- 1957 - Franca Chiaromonte, politica e giornalista italiana
- 1957 - Anne Dejean-Assémat, biologa francese
- 1957 - Michael Foale, ex astronauta britannico
- 1957 - Juan Antonio Menéndez Fernández, vescovo cattolico spagnolo († 2019)
- 1957 - Armin Romstedt, ex calciatore tedesco orientale
- 1957 - Jan Trombly, ex cestista e ex pallamanista statunitense
- 1958 - Wayne Barlowe, disegnatore e scrittore statunitense
- 1958 - Shlomo Glickstein, ex tennista israeliano
- 1958 - Cássia Kis, attrice brasiliana
- 1958 - João Leithardt Neto, calciatore brasiliano († 2015)
- 1958 - Martin Ndtoungou, allenatore di calcio camerunese
- 1958 - Ljudmila Putina, politica russa
- 1959 - Claudio Cesetti, scacchista e giornalista italiano
- 1959 - Giancarlo Dametto, ex pallavolista italiano
- 1959 - Eric Lane, ex giocatore di football americano statunitense
- 1959 - Giovanni Legnini, politico e avvocato italiano
- 1959 - José Luis Llorente, ex cestista spagnolo
- 1959 - Fulvio Lorigiola, ex rugbista a 15 e dirigente sportivo italiano
- 1959 - Alberto Melloni, storico delle religioni italiano
- 1959 - Shūzō Nakamura, dirigente sportivo, allenatore di calcio e ex calciatore giapponese
- 1959 - Fuyumi Sōryō, fumettista giapponese
- 1959 - Davy Spillane, musicista irlandese
- 1960 - Ademir Roque Kaefer, ex calciatore brasiliano
- 1960 - Paul Azinger, golfista statunitense
- 1960 - Natal'ja Bestem'janova, ex danzatrice su ghiaccio sovietica
- 1960 - Claudio De Tommasi, disc jockey, conduttore televisivo e conduttore radiofonico italiano
- 1960 - Filippo Di Mulo, ex velocista e allenatore di atletica leggera italiano
- 1960 - Mark Gorski, ex pistard e dirigente sportivo statunitense
- 1960 - Kathe Koja, scrittrice statunitense
- 1960 - Nigella Lawson, giornalista e conduttrice televisiva britannica
- 1960 - Howie Long, ex giocatore di football americano e attore statunitense
- 1960 - Frank Lucas, politico statunitense
- 1960 - Angela Schmidt-Foster, ex fondista canadese
- 1960 - Muzz Skillings, bassista statunitense
- 1960 - Andrea Thompson, attrice e giornalista statunitense
- 1961 - Cesare Bussi, ex velocista e bobbista italiano
- 1961 - Michel Dernies, dirigente sportivo e ex ciclista su strada belga
- 1961 - Harriet van Ettekoven, ex canottiera olandese
- 1961 - Georges Jobé, pilota motociclistico belga († 2012)
- 1961 - Linas Linkevičius, politico lituano
- 1961 - José María Lumbreras, allenatore di calcio e ex calciatore spagnolo
- 1961 - Nigel Melville, ex rugbista a 15, allenatore di rugby e dirigente sportivo britannico
- 1961 - Sara Paglini, politica italiana
- 1961 - Kay Rush, conduttrice televisiva, conduttrice radiofonica e disc jockey statunitense
- 1962 - Phil Brown, ex velocista britannico
- 1962 - Ninni Bruschetta, attore e scrittore italiano
- 1962 - Jorge Cordero, ex calciatore peruviano
- 1962 - Kim Weon-kee, lottatore sudcoreano († 2017)
- 1962 - Sean Landeta, ex giocatore di football americano statunitense
- 1962 - Orazio Antonio Licandro, politico, giurista e epigrafista italiano
- 1962 - Daniel Mahrer, ex sciatore alpino svizzero
- 1962 - Aleksej Maklakov, attore e cantante russo
- 1962 - Max Leroy Mésidor, arcivescovo cattolico haitiano
- 1962 - Bob Onder, politico statunitense
- 1962 - Nathalie Richard, attrice francese
- 1962 - Nabil Salameh, cantautore e giornalista palestinese
- 1962 - Ágnes Szabó, ex cestista ungherese
- 1962 - Hiroyuki Takahashi, ex calciatore giapponese
- 1963 - Tad Boyle, ex cestista e allenatore di pallacanestro statunitense
- 1963 - Alfie Cox, pilota motociclistico e pilota di rally sudafricano
- 1963 - Tony Halme, wrestler, artista marziale misto e pugile finlandese († 2010)
- 1963 - Paul Kipkoech, mezzofondista e maratoneta keniota († 1995)
- 1963 - Eugene McDowell, cestista statunitense († 1995)
- 1963 - Philippe Perrin, ex astronauta francese
- 1963 - Crystal Taliefero, cantante e polistrumentista statunitense
- 1964 - Arbën Arbëri, allenatore di calcio e ex calciatore albanese
- 1964 - Davide Ballardini, allenatore di calcio e ex calciatore italiano
- 1964 - Loïc Courteau, ex tennista e allenatore di tennis francese
- 1964 - Charles Haley, ex giocatore di football americano statunitense
- 1964 - Konnan, ex wrestler cubano
- 1964 - Henry Maske, ex pugile e attore tedesco
- 1964 - Jacqueline Moore, ex wrestler statunitense
- 1964 - Mario Occhiuto, architetto e politico italiano
- 1964 - Laura Palazzani, filosofa italiana
- 1964 - Paulo César Reis Meindl Von Berger, cestista e allenatore di pallacanestro brasiliano († 2019)
- 1964 - Giacomo Pueroni, fumettista italiano († 2017)
- 1964 - Anthony Scaramucci, imprenditore e politico statunitense
- 1964 - Cara Seymour, attrice britannica
- 1964 - Rafael Vidal, nuotatore e commentatore televisivo venezuelano († 2005)
- 1964 - Dwayne Washington, cestista statunitense († 2016)
- 1964 - Yuri, cantante, attrice e conduttrice televisiva messicana
- 1965 - Marco Branca, dirigente sportivo e ex calciatore italiano
- 1965 - Marianne Dahlmo, ex fondista norvegese
- 1965 - Alfredo Graciani, calciatore argentino († 2021)
- 1965 - Bjørn Lomborg, ambientalista danese
- 1965 - Tim McDonald, ex giocatore di football americano statunitense
- 1965 - Mihail Petrov, sollevatore bulgaro († 1993)
- 1965 - Marcello Siboni, ex ciclista su strada italiano
- 1965 - Christine Wachtel, ex mezzofondista tedesca
- 1966 - Fernando Carrillo, attore televisivo e cantante venezuelano
- 1966 - Sharon Cuneta, cantante e attrice filippina
- 1966 - Vincenzo Del Vecchio, calciatore italiano († 2006)
- 1966 - Hart Lee Dykes, ex giocatore di football americano statunitense
- 1966 - Jesse Dylan, regista, produttore cinematografico e imprenditore statunitense
- 1966 - Jeff Lageman, ex giocatore di football americano statunitense
- 1966 - Attilio Lombardo, allenatore di calcio e ex calciatore italiano
- 1966 - Andrea Mazzaferro, allenatore di calcio e ex calciatore italiano
- 1966 - Anthony Mikovsky, arcivescovo vetero-cattolico statunitense
- 1966 - Emanuela Munerato, politica italiana
- 1966 - Álvaro Teherán, cestista colombiano († 2020)
- 1966 - Carlos Weber, allenatore di pallavolo e ex pallavolista argentino
- 1966 - Donnell Woolford, ex giocatore di football americano statunitense
- 1967 - DJ Dado, disc jockey italiano
- 1967 - Miguel Gómez, ex schermidore spagnolo
- 1967 - André Gueye, arcivescovo cattolico senegalese
- 1967 - Matteo Motterlini, filosofo e economista italiano
- 1967 - Irina Mušailova, ex lunghista russa
- 1967 - A. R. Rahman, musicista e compositore indiano
- 1967 - María Reyes Sobrino, ex marciatrice spagnola
- 1967 - Litos, allenatore di calcio e ex calciatore portoghese
- 1968 - Nicolas Dupuis, allenatore di calcio, dirigente sportivo e ex calciatore francese
- 1968 - Rolando Ferri, latinista e filologo classico italiano
- 1968 - Claudia Grigorescu, ex schermitrice rumena
- 1968 - Alberto Nardi, allenatore di calcio e ex calciatore italiano
- 1968 - John Singleton, regista, sceneggiatore e produttore cinematografico statunitense († 2019)
- 1969 - Jacques Assanvo Ahiwa, arcivescovo cattolico ivoriano
- 1969 - Danilo De Summa, attore italiano
- 1969 - Ree Drummond, blogger e scrittrice statunitense
- 1969 - Ilie Dumitrescu, allenatore di calcio, dirigente sportivo e ex calciatore rumeno
- 1969 - Aron Eisenberg, attore e fotografo statunitense († 2019)
- 1969 - Karin Ersson, ex fondista svedese
- 1969 - Vincenzo Natali, regista, sceneggiatore e produttore cinematografico canadese
- 1969 - Norman Reedus, attore statunitense
- 1969 - Paul Rees, ex cestista australiano
- 1969 - Ari Sulander, allenatore di hockey su ghiaccio e ex hockeista su ghiaccio finlandese
- 1969 - Walter Venturi, fumettista e illustratore italiano
- 1970 - Leonardo Astrada, allenatore di calcio e ex calciatore argentino
- 1970 - Darrell Bevell, allenatore di football americano statunitense
- 1970 - Rubén Capria, dirigente sportivo, allenatore di calcio e ex calciatore argentino
- 1970 - Julie Chen, conduttrice televisiva e produttrice televisiva statunitense
- 1970 - Canko Cvetanov, allenatore di calcio e ex calciatore bulgaro
- 1970 - Onik Gasparyan, generale armeno
- 1970 - Kazuhisa Iijima, ex calciatore giapponese
- 1970 - Adrian Jigău, sollevatore rumeno
- 1970 - Sofia Kligkopoulou, ex cestista e allenatrice di pallacanestro greca
- 1970 - Radoslav Látal, allenatore di calcio e ex calciatore ceco
- 1970 - Bubista, allenatore di calcio e ex calciatore capoverdiano
- 1970 - Ahmad Jamil Madani, ex calciatore saudita
- 1970 - Osudu Okako, ex cestista della Repubblica Democratica del Congo
- 1970 - Lynn Okamoto, fumettista giapponese
- 1970 - Angelo Petracca, carabiniere italiano († 1990)
- 1970 - Francisco Rotllán, ex calciatore messicano
- 1970 - David Saint-Jacques, astronauta e astrofisico canadese
- 1971 - Álvaro Misael Alfaro, allenatore di calcio e ex calciatore salvadoregno
- 1971 - Vladislav Bobrik, ex ciclista su strada e pistard russo
- 1971 - Franco Cavegn, ex sciatore alpino svizzero
- 1971 - Francisco Cerezo, ex ciclista su strada spagnolo
- 1971 - Choi Moon-sik, ex calciatore sudcoreano
- 1971 - Nada Cristofoli, ex pistard e ciclista su strada italiana
- 1971 - Vincenzo Esposito, ex calciatore italiano
- 1971 - Rita Ináncsi, ex multiplista ungherese
- 1971 - Darius Maskoliūnas, ex cestista e allenatore di pallacanestro lituano
- 1971 - Andrzej Piaseczny, cantante e attore polacco
- 1971 - Karin Slaughter, scrittrice statunitense
- 1972 - Andrzej Adamek, ex cestista e allenatore di pallacanestro polacco
- 1972 - Domenico Nettis, ex velocista italiano
- 1972 - Oleksandr Holovko, allenatore di calcio e ex calciatore ucraino
- 1972 - Lylian Lebreton, dirigente sportivo e ex ciclista su strada francese
- 1972 - Nek, cantautore e musicista italiano
- 1972 - Pascal Nouma, ex calciatore francese
- 1972 - Davor Ivo Stier, politico argentino
- 1972 - Parīs Īlia, ex calciatore cipriota
- 1973 - Jorge Arreaza, politico venezuelano
- 1973 - Jacqui Cooper, ex sciatrice freestyle australiana
- 1973 - Vasso Karadassiou, giocatrice di beach volley greca
- 1973 - Edoardo Ponti, regista, sceneggiatore e produttore cinematografico italiano
- 1973 - Costanza Quatriglio, regista e direttrice artistica italiana
- 1973 - Luke Vibert, musicista e produttore discografico britannico
- 1974 - Edgars Burlakovs, ex calciatore lettone
- 1974 - Paolo Camossi, ex triplista, ex lunghista e allenatore di atletica leggera italiano
- 1974 - Milka Chulina, modella venezuelana
- 1974 - Fernando Correa, allenatore di calcio e ex calciatore uruguaiano
- 1974 - Paul Grant, ex cestista e allenatore di pallacanestro statunitense
- 1974 - L. T. Hutton, produttore discografico e produttore cinematografico statunitense
- 1974 - Svitlana Kozačenko, ex cestista ucraina
- 1974 - Lee Sang-il, regista e sceneggiatore sudcoreano
- 1974 - Elisa Miniati, dirigente sportiva, allenatrice di calcio e ex calciatrice italiana
- 1974 - Yuko Morimoto, ex calciatrice giapponese
- 1974 - Ilenia Petracalvina, giornalista, conduttrice televisiva e autrice televisiva italiana
- 1974 - Dion Waller, ex rugbista a 15 neozelandese
- 1974 - Barry Williams, rugbista a 15 e allenatore di rugby a 15 britannico
- 1975 - Trond Andersen, allenatore di calcio e ex calciatore norvegese
- 1975 - Jan Budin, ex cestista italiano
- 1975 - Ricardo Santos, giocatore di beach volley brasiliano
- 1975 - Nicole DeHuff, attrice statunitense († 2005)
- 1975 - James Farrior, ex giocatore di football americano statunitense
- 1975 - Corin Hardy, regista britannico
- 1975 - Josico, allenatore di calcio e ex calciatore spagnolo
- 1975 - Roman Skuhravý, ex calciatore e allenatore di calcio ceco
- 1975 - Antowain Smith, ex giocatore di football americano statunitense
- 1975 - Oleksandr Spivak, ex calciatore ucraino
- 1975 - Yukana, doppiatrice e cantante giapponese
- 1976 - Stefano Arnaquinti, politico italiano
- 1976 - Gonzalo Bayarri, ex ciclista su strada spagnolo
- 1976 - Roberto Bergersen, ex cestista statunitense
- 1976 - Chun Lee-kyung, ex pattinatrice di short track sudcoreana
- 1976 - Johan Davidsson, ex hockeista su ghiaccio svedese
- 1976 - David Di Michele, allenatore di calcio e ex calciatore italiano
- 1976 - Kristijan Đorđević, ex calciatore serbo
- 1976 - Jeremy Linn, ex nuotatore statunitense
- 1976 - Danny Pintauro, attore statunitense
- 1976 - Judith Rakers, giornalista e conduttrice televisiva tedesca
- 1976 - Marco Sassella, ex cestista svizzero
- 1976 - Andreas Seidl, dirigente sportivo e ingegnere tedesco
- 1976 - Daniel Tynell, ex fondista svedese
- 1976 - Johnny Yong Bosch, artista marziale, attore e doppiatore statunitense
- 1976 - Massimo Zedda, politico italiano
- 1976 - Richard Zedník, ex hockeista su ghiaccio slovacco
- 1977 - Tom Boxer, disc jockey, produttore discografico e cantante rumeno
- 1977 - Daniel Chapo, politico mozambicano
- 1977 - Ludovic Mirande, ex calciatore francese
- 1977 - Damir Mirković, ex cestista bosniaco
- 1977 - Genevieve O'Reilly, attrice irlandese
- 1977 - Lisa, cantante italiana
- 1977 - Manfred Reichegger, scialpinista italiano
- 1977 - Yadiletsy Ríos, ex cestista cubana
- 1977 - Agnese Virgillito, giornalista e scrittrice italiana
- 1977 - Dalibor Višković, allenatore di calcio e ex calciatore croato
- 1977 - Adrianne Wadewitz, attivista e docente statunitense († 2014)
- 1978 - David Cubillo, allenatore di calcio e ex calciatore spagnolo
- 1978 - Francesco Demuro, cantante e tenore italiano
- 1978 - Renaud Dion, ex ciclista su strada francese
- 1978 - Nikki Einfeld, soprano canadese
- 1978 - Pépito Elhorga, rugbista a 15 francese
- 1978 - Bubba Franks, ex giocatore di football americano statunitense
- 1978 - Oksana Lyniv, direttrice d'orchestra ucraina
- 1978 - Eldorado Merkoçi, ex calciatore albanese
- 1978 - Rubén Ramírez Hidalgo, allenatore di tennis e ex tennista spagnolo
- 1978 - Cédric Roussel, calciatore belga († 2023)
- 1978 - Ayano Tsuji, cantante, compositrice e musicista giapponese
- 1979 - Cristela Alonzo, comica, attrice e produttrice cinematografica statunitense
- 1979 - Souad Aït Salem, mezzofondista e maratoneta algerina
- 1979 - Daniele Desiderio, pallavolista e giocatore di beach volley italiano
- 1979 - Karim Ghazi, ex calciatore algerino
- 1979 - Christian Gille, canoista tedesco
- 1979 - Camila Grey, cantante e musicista statunitense
- 1979 - Guido Guidesi, politico italiano
- 1979 - Ol'ga Ivanova, ex pesista russa
- 1979 - Juris Laizāns, ex calciatore lettone
- 1979 - Bernard Makufi, ex calciatore zambiano
- 1979 - Kenny Moreno, pallavolista colombiana
- 1979 - Jarno Müller, pilota motociclistico tedesco
- 1979 - Chanée, cantante danese
- 1980 - Alexander Avancini, ex hockeista su ghiaccio italiano
- 1980 - Gabriele Bocciarelli, attore cinematografico italiano
- 1980 - Marco Di Mauro, cantante, compositore e attore italiano
- 1980 - Travis Dodd, allenatore di calcio e ex calciatore australiano
- 1980 - Robert Gier, ex calciatore inglese
- 1980 - Steed Malbranque, ex calciatore belga
- 1980 - Fernando Martinuzzi, dirigente sportivo e ex calciatore argentino
- 1980 - Mihael Mikić, allenatore di calcio e ex calciatore croato
- 1980 - Hiromi Ōshima, modella e attrice giapponese
- 1980 - Park Si-eun, attrice sudcoreana
- 1980 - Florin Pelecaci, ex calciatore rumeno
- 1980 - Evens Prophète, ex calciatore haitiano
- 1980 - Kristian Rees, ex calciatore australiano
- 1980 - Štefan Senecký, calciatore slovacco
- 1981 - Noah Boeken, giocatore di poker olandese
- 1981 - Rinko Kikuchi, attrice giapponese
- 1981 - Jérémie Renier, attore belga
- 1981 - Federico Rizzi, ex calciatore italiano
- 1981 - Asante Samuel, ex giocatore di football americano statunitense
- 1981 - Eduard Tubau, hockeista su prato spagnolo
- 1981 - Iris Zimmermann, schermitrice statunitense
- 1981 - Takamasa Ōe, sceneggiatore e regista giapponese
- 1982 - Gilbert Arenas, ex cestista statunitense
- 1982 - Israel Damonte, allenatore di calcio e ex calciatore argentino
- 1982 - Glenn Eller, tiratore a volo statunitense
- 1982 - Marko Jovanović, ex cestista serbo
- 1982 - Matthew Lee, pianista e cantante italiano
- 1982 - Eddie Redmayne, attore britannico
- 1982 - Amon Simutowe, scacchista zambiano
- 1982 - Isao Yamamoto, giocatore di bowling giapponese
- 1982 - Alex Henrique da Silva, ex calciatore brasiliano
- 1983 - Maximilian Dirr, attore tedesco
- 1983 - Sven Krauß, ex ciclista su strada e pistard tedesco
- 1983 - Nasser Menassel, ex calciatore francese
- 1983 - Roberto Mogranzini, scacchista e dirigente sportivo italiano
- 1983 - Madelaynne Montaño, pallavolista colombiana
- 1983 - Vlado Petković, pallavolista serbo
- 1983 - Alexandre Pichot, ciclista su strada francese
- 1983 - Rodrigo Tosi, ex calciatore brasiliano
- 1984 - Bassey Akpan, calciatore nigeriano
- 1984 - Marcin Brzeziński, canottiere polacco
- 1984 - Anselmo Cardoso, ex calciatore portoghese
- 1984 - Alessia Cobelli, calciatrice italiana
- 1984 - Hugo Colace, allenatore di calcio e ex calciatore argentino
- 1984 - Jared Dillinger, cestista statunitense
- 1984 - Diljit Dosanjh, cantante e attore indiano
- 1984 - Morten Eilifsen, ex fondista norvegese
- 1984 - Stephen Elliott, ex calciatore irlandese
- 1984 - A.J. Hawk, giocatore di football americano statunitense
- 1984 - Jhon Hernández Villamil, cestista colombiano
- 1984 - Zviad Izoria, scacchista georgiano
- 1984 - Kate McKinnon, attrice, comica e imitatrice statunitense
- 1984 - Matteo Montaguti, ex ciclista su strada e pistard italiano
- 1984 - Marco Rulli, attore italiano
- 1984 - El Mehdi Sidqy, calciatore marocchino
- 1984 - Eric Trump, imprenditore, filantropo e attivista statunitense
- 1985 - Valerio Agnoli, ex ciclista su strada italiano
- 1985 - Abel Aguilar, ex calciatore colombiano
- 1985 - Tarell Brown, giocatore di football americano statunitense
- 1985 - Daniele Giorgi, ex pallanuotista italiano
- 1985 - Ben Haenow, cantante britannico
- 1985 - Stefanie Kubissa, schermitrice tedesca
- 1985 - Michael Langer, calciatore austriaco
- 1985 - Pang Jiaying, ex nuotatrice cinese
- 1985 - Adam Pearson, conduttore televisivo, attivista e attore britannico
- 1985 - Emanuele Prataviera, politico italiano
- 1985 - Wilson Reis, artista marziale misto brasiliano
- 1985 - Richard Ryan, ex calciatore irlandese
- 1985 - Seo Hyo-rim, attrice sudcoreana
- 1985 - Hugh Skinner, attore britannico
- 1985 - Valerij Sorokin, ex calciatore russo
- 1985 - Suarez, rapper e produttore discografico italiano
- 1985 - Adriana Szili, ex tennista australiana
- 1985 - Miroslav Todić, ex cestista bosniaco
- 1985 - Yasin Çakmak, ex calciatore turco
- 1986 - Tyron Akins, ostacolista statunitense
- 1986 - Stefano Borsato, cestista italiano
- 1986 - Álvaro Brachi, ex calciatore spagnolo
- 1986 - Julija Čermošanskaja, velocista russa
- 1986 - Hugo Guimarães Silva Santos Almeida, calciatore brasiliano
- 1986 - Filip Ivanović, filosofo e politico montenegrino
- 1986 - Polat Kaya, allenatore di pallacanestro e ex cestista turco
- 1986 - Katja Luraschi, ex pallavolista italiana
- 1986 - Anneisha McLaughlin-Whilby, velocista giamaicana
- 1986 - Paul McShane, ex calciatore irlandese
- 1986 - Jesús Meza, ex calciatore venezuelano
- 1986 - Muhtar Muhtarov, ex calciatore kazako
- 1986 - Costa Nhamoinesu, ex calciatore zimbabwese
- 1986 - Petter Northug, ex fondista norvegese
- 1986 - Fərid Quliyev, ex calciatore azero
- 1986 - Éverton Santos da Costa, ex calciatore brasiliano
- 1986 - Irina Shayk, supermodella russa
- 1986 - Serhij Stachovs'kyj, ex tennista ucraino
- 1986 - Alex Turner, cantautore e chitarrista britannico
- 1986 - Usha Vance, avvocata statunitense
- 1986 - Michelle Waterson, artista marziale misto e modella statunitense
- 1986 - Rania Zeriri, cantante olandese
- 1987 - Endri Bakiu, ex calciatore albanese
- 1987 - Rick Baunacke, giocatore di football americano tedesco
- 1987 - Elizabeth Blackmore, attrice australiana
- 1987 - Gemma Gibbons, judoka britannica
- 1987 - Federico González, calciatore argentino
- 1987 - Bongani Khumalo, ex calciatore sudafricano
- 1987 - Justin Kripps, bobbista canadese
- 1987 - Claudio Lustenberger, allenatore di calcio e ex calciatore svizzero
- 1987 - Chris Maragos, giocatore di football americano statunitense
- 1987 - Zornica Marinova, ex ginnasta bulgara
- 1987 - Clinton McDonald, ex giocatore di football americano statunitense
- 1987 - Federico Melchiorri, calciatore italiano
- 1987 - Gianluca Naso, ex tennista italiano
- 1987 - Edino Steele, velocista giamaicano
- 1987 - Francis Suárez, ex calciatore spagnolo
- 1987 - Ndamukong Suh, ex giocatore di football americano statunitense
- 1987 - Sergio Suárez, calciatore spagnolo
- 1987 - Zhang Lin, nuotatore cinese
- 1988 - Juan Alberto Aguilar, ex cestista spagnolo
- 1988 - Davron Askarov, ex calciatore kirghiso
- 1988 - Aram Bareġamyan, allenatore di calcio e ex calciatore armeno
- 1988 - Marco Benfatto, ex ciclista su strada italiano
- 1988 - Ivan Castiglia, ex calciatore italiano
- 1988 - Daniel Davari, calciatore tedesco
- 1988 - Artyom Filiposyan, ex calciatore uzbeko
- 1988 - Andrea Galliani, pallavolista italiano
- 1988 - Irina Gumenjuk, triplista russa
- 1988 - Arnette Hallman, cestista portoghese
- 1988 - Jefferson Andrade Siqueira, calciatore brasiliano
- 1988 - Nick Murphy, ex cestista statunitense
- 1988 - Ryūmo Ono, cestista giapponese
- 1988 - Mohamed Oulhaj, calciatore marocchino
- 1988 - Orville Peck, cantante e polistrumentista sudafricano
- 1988 - Patrick Phungwayo, ex calciatore sudafricano
- 1988 - Dmitrij Prudnikov, giocatore di calcio a 5 russo
- 1988 - Jahor Sjamënaŭ, calciatore bielorusso
- 1988 - Ionuț Stoica, calciatore rumeno
- 1989 - Vittorio Basso, ex hockeista su ghiaccio italiano
- 1989 - Kurtley Beale, rugbista a 15 australiano
- 1989 - Ol'ha Bojčenko, calciatrice ucraina
- 1989 - Andy Carroll, calciatore inglese
- 1989 - Arquímedes Figuera, calciatore venezuelano
- 1989 - Rafael García Casanova, ex calciatore uruguaiano
- 1989 - Sergio León, calciatore spagnolo
- 1989 - Shiori Mikami, doppiatrice giapponese
- 1989 - Bogdan Miličić, calciatore serbo
- 1989 - Derrick Morgan, ex giocatore di football americano statunitense
- 1989 - Max Pirkis, attore britannico
- 1989 - Fabien Robert, ex calciatore francese
- 1989 - Nicky Romero, disc jockey e produttore discografico olandese
- 1989 - Xamdam Sobirov, cantante uzbeko
- 1989 - Esteban Sáez, calciatore cileno
- 1989 - Rosmy, cantautrice e attrice italiana
- 1989 - Andrea Terenzi, giocatore di calcio a 5 italiano
- 1989 - John Tshibumbu, ex calciatore congolese (Repubblica Democratica del Congo)
- 1989 - Marco Völler, dirigente sportivo e cestista tedesco
- 1990 - Jason Berthomier, calciatore francese
- 1990 - Ilaria Bianchi, nuotatrice italiana
- 1990 - Renata Březinová, cestista ceca
- 1990 - Abel Camará, calciatore guineense
- 1990 - Sandro Cortese, pilota motociclistico tedesco
- 1990 - Miloš Cvetković, calciatore serbo
- 1990 - Nill De Pauw, ex calciatore congolese (Repubblica Democratica del Congo)
- 1990 - Cristian Erbes, calciatore argentino
- 1990 - Gao Di, calciatore cinese
- 1990 - Jung Seol-bin, calciatrice sudcoreana
- 1990 - Sean Kilpatrick, ex cestista statunitense
- 1990 - Dani M, rapper e cantante svedese
- 1990 - Lena Möllers, pallavolista tedesca
- 1990 - Kristian Opseth, calciatore norvegese
- 1990 - Ruslan Otverčenko, cestista ucraino († 2023)
- 1990 - Gabriel Santana Pinto, calciatore brasiliano
- 1990 - Alex Teixeira, calciatore brasiliano
- 1990 - Sébastien Thurière, ex calciatore statunitense
- 1990 - Constantino Vaporaki, giocatore di calcio a 5 argentino
- 1991 - Sandi Arčon, calciatore sloveno
- 1991 - Will Barton, cestista statunitense
- 1991 - Kevin Gausman, giocatore di baseball statunitense
- 1991 - Daniel Høegh, calciatore danese
- 1991 - Alice Kunek, cestista australiana
- 1991 - Adónios Mástoras, altista greco
- 1991 - Hugo Nervo, calciatore argentino
- 1991 - John Norman, hockeista su ghiaccio svedese
- 1991 - Farrux Nurliboyev, ex calciatore uzbeko
- 1991 - Michael Francis O'Halloran, calciatore scozzese
- 1991 - Román Ramos, pilota motociclistico spagnolo
- 1991 - Oleksandra Sabada, nuotatrice artistica ucraina
- 1991 - Fábio Sanches, calciatore brasiliano
- 1991 - Nikola Sarić, calciatore bosniaco
- 1991 - Jeroen Zoet, calciatore olandese
- 1992 - Ismael Borrero, lottatore cubano
- 1992 - Sebastián Caballero, calciatore argentino
- 1992 - Lukas Crepaz, hockeista su ghiaccio italiano
- 1992 - Davide Diaw, calciatore italiano
- 1992 - Nik'a Dzalamidze, ex calciatore georgiano
- 1992 - Lisa Henning, pallavolista statunitense
- 1992 - LaDontae Henton, ex cestista statunitense
- 1992 - Sidni Hoxha, nuotatore albanese
- 1992 - Maguinho, calciatore brasiliano
- 1992 - Taha Yassine Khenissi, calciatore tunisino
- 1992 - Roman Ljubimov, hockeista su ghiaccio russo
- 1992 - Nicky Low, calciatore scozzese
- 1992 - Jasmin Mešanović, calciatore bosniaco
- 1992 - Jonathan Moya, calciatore costaricano
- 1992 - Quentin Pacher, ciclista su strada francese
- 1992 - Ted van de Pavert, ex calciatore olandese
- 1992 - Luis Pedro da Silva Ferreira, calciatore angolano
- 1992 - Diona Reasonover, attrice statunitense
- 1992 - Christian Schilling, calciatore austriaco
- 1993 - Artémis Afonso, cestista angolana
- 1993 - Maicon de Andrade, taekwondoka brasiliano
- 1993 - Ramiro Arias, calciatore argentino
- 1993 - Ejke Blomberg, attore svedese
- 1993 - Vitalij Bujal's'kyj, calciatore ucraino
- 1993 - Mite Cikarski, calciatore macedone
- 1993 - Pat Connaughton, cestista e ex giocatore di baseball statunitense
- 1993 - Jesús Corona, calciatore messicano
- 1993 - Ivan Demakov, pallavolista russo
- 1993 - Afonso Figueiredo, ex calciatore portoghese
- 1993 - Anna Gyarmati, ex snowboarder ungherese
- 1993 - Gökhan Gökgöz, pallavolista turco
- 1993 - Jesús Hernández, calciatore venezuelano
- 1993 - Ardit Hila, calciatore albanese
- 1993 - Katja Horvat, ex sciatrice alpina slovena
- 1993 - Sonny Kittel, calciatore tedesco
- 1993 - Eulises Pavón, calciatore nicaraguense
- 1993 - Isnairo Reis Silva Morais, calciatore brasiliano
- 1993 - Andi Renja, calciatore albanese
- 1993 - Kemar Roofe, calciatore giamaicano
- 1993 - Jérôme Roussillon, calciatore francese
- 1993 - Edin Rustemović, calciatore bosniaco
- 1993 - Wellington Silva, calciatore brasiliano
- 1993 - Silvana Stanco, tiratrice a volo italiana
- 1993 - Lil Reese, rapper statunitense
- 1993 - Calvin Watson, ex ciclista su strada australiano
- 1993 - Taku Yashiro, doppiatore giapponese
- 1993 - Amil Yunanov, calciatore azero
- 1993 - Wang Zhibao, pugile cinese
- 1994 - Tomaž Bolčina, ex cestista sloveno
- 1994 - Caroline Boujard, rugbista a 15 francese
- 1994 - Pierre Bourdin, calciatore francese
- 1994 - Eddie Goldman, giocatore di football americano statunitense
- 1994 - Catriona Gray, modella filippina
- 1994 - Nikola Jovanović, cestista serbo
- 1994 - Vladislav Kovalëv, scacchista bielorusso
- 1994 - Jay B, cantante, cantautore e attore sudcoreano
- 1994 - Carrington Love, ex cestista statunitense
- 1994 - Marko Marinković, calciatore serbo
- 1994 - Giorgi Pantsulaia, calciatore georgiano
- 1994 - Margaux Pinot, judoka francese
- 1994 - Kirsty Smith, calciatrice scozzese
- 1994 - Denis Suárez, calciatore spagnolo
- 1994 - Szpaku, rapper polacco
- 1994 - Salih Uçan, calciatore turco
- 1994 - Leonard Williams, giocatore di football americano statunitense
- 1994 - Jameis Winston, giocatore di football americano statunitense
- 1995 - Aaliyah Brown, velocista statunitense
- 1995 - Bartosz Bućko, pallavolista polacco
- 1995 - Michaela DePrince, ballerina sierraleonese († 2024)
- 1995 - Niklas Eg, ex ciclista su strada danese
- 1995 - Arianna Fidanza, ciclista su strada e pistard italiana
- 1995 - Raphael Guzzo, calciatore portoghese
- 1995 - Mahdi Kamil, calciatore iracheno
- 1995 - Karoline Offigstad Knotten, biatleta norvegese
- 1995 - Joaquim Lobo, canoista mozambicano
- 1995 - Zach Pfeffer, ex calciatore statunitense
- 1995 - Pavlo Polehen'ko, calciatore ucraino
- 1995 - Marfa Rabkova, attivista bielorussa
- 1995 - Zhang Yuhan, nuotatrice cinese
- 1996 - João Oliveira, calciatore svizzero
- 1996 - Jamıla Bakbergenova, lottatrice kazaka
- 1996 - Madina Bakbergenova, lottatrice kazaka
- 1996 - Fernando Barceló, ciclista su strada spagnolo
- 1996 - Sjoerd Bax, ciclista su strada olandese
- 1996 - Mohamed Ben Salem, calciatore tunisino
- 1996 - Noah Brown, giocatore di football americano statunitense
- 1996 - Idan Cohen, calciatore israeliano
- 1996 - Shay Colley, cestista canadese
- 1996 - Nenad Cvetković, calciatore serbo
- 1996 - Courtney Eaton, modella e attrice australiana
- 1996 - Vsevolod Ermakov, calciatore russo
- 1996 - Grant Haley, giocatore di football americano statunitense
- 1996 - Jordan Howard, cestista statunitense
- 1996 - Sammi Kinghorn, atleta paralimpica britannica
- 1996 - Michael Lercher, calciatore austriaco
- 1996 - Rafael Matos, tennista brasiliano
- 1996 - Kerim Memija, calciatore bosniaco
- 1996 - Thiago Mosquito, calciatore brasiliano
- 1996 - Kenneth Muguna, calciatore keniota
- 1996 - Miki Núñez, cantante e conduttore televisivo spagnolo
- 1996 - Jana Pavlova, ginnasta russa
- 1996 - Léo Pelé, calciatore brasiliano
- 1996 - Kishan Shrikanth, regista e attore indiano
- 1996 - Cam Sims, giocatore di football americano statunitense
- 1996 - Joonas Vahtera, calciatore finlandese
- 1996 - Donát Zsótér, calciatore ungherese
- 1997 - Michel Aebischer, calciatore svizzero
- 1997 - Ángelo Araos, calciatore cileno
- 1997 - Emir Azemović, calciatore montenegrino
- 1997 - Stefano Callegari, calciatore argentino
- 1997 - Vasilīs Charalampopoulos, cestista greco
- 1997 - Amara Conde, calciatore tedesco
- 1997 - Sofia D'Odorico, pallavolista italiana
- 1997 - Luv Resval, rapper e cantante francese († 2022)
- 1997 - Joel López, calciatore argentino
- 1997 - Juan Mercado, calciatore boliviano
- 1997 - Daria Pikulik, pistard e ciclista su strada polacca
- 1997 - Oboy, rapper malgascio
- 1997 - Luca Ravanelli, calciatore italiano
- 1997 - Jordan Sebban, calciatore francese
- 1997 - Žana Todorova, pallavolista bulgara
- 1997 - Dexter Williams, giocatore di football americano statunitense
- 1998 - Ismail Azzaoui, calciatore belga
- 1998 - Axel Bakayoko, calciatore francese
- 1998 - Shamal George, calciatore inglese
- 1998 - Jérémy Guillemenot, calciatore svizzero
- 1998 - Tiffany Ho, giocatrice di badminton australiana
- 1998 - Afonso Jesus, giocatore di calcio a 5 portoghese
- 1998 - Dionys Kippel, ex sciatore alpino svizzero
- 1998 - Lee Seung-woo, calciatore sudcoreano
- 1998 - Modesto Méndez, calciatore cubano
- 1998 - Geworg Najaryan, calciatore kazako
- 1998 - Aimery Pinga, calciatore svizzero
- 1998 - Iñigo Vicente, calciatore spagnolo
- 1998 - Pepê, calciatore brasiliano
- 1998 - Ibi Watson, cestista statunitense
- 1998 - Kay-Lee de Sanders, calciatrice olandese
- 1999 - Jilson Bango, cestista angolano
- 1999 - Polo G, rapper e cantautore statunitense
- 1999 - Noam Cohen, calciatore israeliano
- 1999 - Bojan Cvjetićanin, musicista e attore sloveno
- 1999 - Djibril Diop, calciatore senegalese
- 1999 - Ivan Ignat'ev, calciatore russo
- 1999 - Nikola Kováčiková, cestista slovacca
- 1999 - Mac McClung, cestista statunitense
- 1999 - Martin Page-Relo, rugbista a 15 italiano
- 1999 - Elena Radionova, ex pattinatrice artistica su ghiaccio russa
- 1999 - Stefan Rieser, sciatore alpino austriaco
- 1999 - Patrik Rikl, tennista ceco
- 1999 - Javier Romo, ciclista su strada e ex triatleta spagnolo
- 1999 - Nicolás Daniel Ruiz Tabárez, ex calciatore venezuelano
- 1999 - Mohammad Hadi Saravi, lottatore iraniano
- 1999 - Eliza Scanlen, attrice e regista australiana
- 1999 - Peter Spornberger, hockeista su ghiaccio italiano
- 1999 - Kacper Stokowski, nuotatore polacco
- 1999 - Um Won-sang, calciatore sudcoreano
- 1999 - Kiera Van Ryk, pallavolista canadese
- 2000 - Jann-Fiete Arp, calciatore tedesco
- 2000 - Mohamed Camara, calciatore maliano
- 2000 - Agustín Curruhinca, calciatore argentino
- 2000 - Jesper Daland, calciatore norvegese
- 2000 - Lev Gonov, pistard e ciclista su strada russo
- 2000 - Vladislav Karapuzov, calciatore russo
- 2000 - Benjamin Kikanovic, calciatore statunitense
- 2000 - David Kobesov, calciatore russo
- 2000 - Kwon Eun-bin, cantante, attrice e ballerina sudcoreana
- 2000 - Joël Latibeaudiere, calciatore inglese
- 2000 - Iker Lecuona, pilota motociclistico spagnolo
- 2000 - Mislav Matić, calciatore croato
- 2000 - Mo Jiadie, ostacolista e velocista cinese
- 2000 - Kaheem Parris, calciatore giamaicano
- 2000 - Nashley, cantautore e rapper italiano
- 2000 - Cemali Sertel, calciatore turco
- 2000 - Luca Van Boven, ciclista su strada belga
- 2000 - Adem Zorgane, calciatore algerino

## XXI secolo(41)
- 2001 - Henri Alamikkotervo, giocatore di calcio a 5 finlandese
- 2001 - Karrar Al-Mukhtar, calciatore iracheno
- 2001 - Bafodé Diakité, calciatore francese
- 2001 - Neja Dvornik, sciatrice alpina slovena
- 2001 - Amarjit Singh Kiyam, calciatore indiano
- 2001 - Kenyon Martin, cestista statunitense
- 2001 - Owen Otasowie, calciatore statunitense
- 2001 - Darien Porter, giocatore di football americano statunitense
- 2002 - Matej Bošnjak, cestista croato
- 2002 - Lazar Joksimović, cestista serbo
- 2002 - Macan, cantante e rapper russo
- 2002 - Louis Lesmond, cestista francese
- 2002 - Leo Menalo, cestista croato
- 2003 - Brian Aguirre, calciatore argentino
- 2003 - Gaspar Duarte, calciatore argentino
- 2003 - Daniele Ghilardi, calciatore italiano
- 2003 - Hong Kexin, lottatrice cinese
- 2003 - Siebe Ledegen, cestista belga
- 2003 - Daniele Napolitano, pistard italiano
- 2003 - Melaine Olodo, cestista beninese
- 2003 - Mario Peñalver, calciatore cubano
- 2003 - Jules-Anthony Vilsaint, calciatore canadese
- 2004 - Yassin Bandaogo, velocista italiano
- 2004 - Malorie Blanc, sciatrice alpina svizzera
- 2004 - Camilla Campagnaro, ginnasta italiana
- 2004 - Will Campbell, giocatore di football americano statunitense
- 2004 - Roméo Lavia, calciatore belga
- 2004 - Pietro Giovanni Motterlini, sciatore alpino italiano
- 2004 - Fernando Ovelar, calciatore paraguaiano
- 2004 - Doriane Pin, pilota automobilistica francese
- 2004 - Lucile Tessariol, nuotatrice francese
- 2004 - Thom van Bergen, calciatore olandese
- 2006 - Nikita Bedrin, pilota automobilistico russo
- 2006 - Rio Cardines, calciatore trinidadiano
- 2006 - Hernán Carroso, calciatore uruguaiano
- 2006 - Birke Haylom, mezzofondista etiope
- 2006 - Tōko Koga, calciatrice giapponese
- 2006 - Alejo Sarco, calciatore argentino
- 2006 - Stefanos Tzimas, calciatore greco
- 2007 - João Simões, calciatore portoghese
- 2007 - Lorenzo Hoareau, calciatore seychellese